# Anis Nassar
Pour les articles homonymes, voir Nassar.
Anis Nassar (arabe : أنيس نصار) est un homme politique libanais du parti Forces libanaises.

## Biographie
Il est élu député à la Chambre des députés (Liban) lors des Élections législatives libanaises de 2018.